# Người Cơ Ho
Người Cơ Ho, còn gọi là Kaho, Kơ Ho, Koho, K'Ho theo chính tả tiếng Cơ Ho, là một dân tộc trong số 54 dân tộc tại Việt Nam , cư trú tại khu vực Cao nguyên Di Linh, tỉnh Lâm Đồng. Người K'Ho nói tiếng Cơ Ho, ngôn ngữ thuộc ngữ chi Bahnar thuộc Ngữ hệ Nam Á.

## Dân số và địa bàn cư trú
Theo tổng điều tra dân số ngày 1 tháng 4 năm 1989, dân tộc Cơ Ho có trên 82.917 người, đến 1 tháng 4 năm 1999 có 128.723 người. Địa bàn cư trú chủ yếu của dân tộc này là tỉnh Lâm Đồng, bao gồm nhiều nhóm địa phương như Cơ Ho Srê, Cơ Ho Chil (Cil), Cơ Ho Nộp, Cơ Ho Lạch (Lạt), Cơ Ho T'ring (T'Rin) và Cơ Ho Cờ Dòn (K'Don).
Theo Tổng điều tra dân số và nhà ở năm 2019, người Cơ Ho ở Việt Nam có dân số 200.800 người, cư trú tại 46 trên tổng số 63 tỉnh, thành phố. Người Cơ Ho cư trú tập trung tại các tỉnh: 
Lâm Đồng (175.531 người, chiếm 12,3% dân số toàn tỉnh và 87,7% tổng số người Cơ Ho tại Việt Nam),
Bình Thuận (13.531 người),
Khánh Hòa (5.724 người),
Ninh Thuận (3.333 người),
Đồng Nai (982 người), 
Thành phố Hồ Chí Minh (681 người).

## Các nhánh người K'Ho

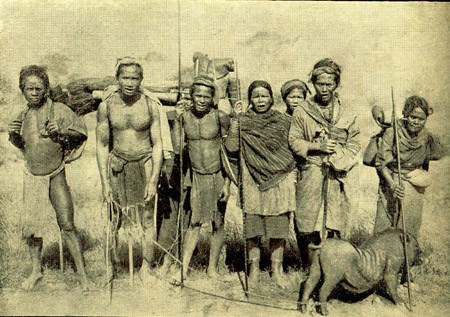
Người K'Ho tại Lang Biang vào đầu thế kỷ 20.

Người Cơ Ho chia ra thành mấy nhóm, phân biệt bởi địa bàn cư trú và sinh hoạt cũng như ngôn ngữ.
- Cơ Ho Srê là nhóm có dân số đông nhất trong các dân tộc Cơ Ho. Srê nghĩa là ruộng nước, người K'Ho Srê sống chủ yếu bằng canh tác lúa nước tại cao nguyên Di Linh. Nhóm k'Ho sre ở xã Gung Ré Di linh bao gồm Jrài(thôn Hàng làng), rơ yằm(thôn Klong Trao). K'Ho sre ở xã Bảo Thuận bao gồm kơlạ, Drồng, Tali. K'Ho sre ở thị trấn Di Linh bao gồm Drềng, kaminh. K'Ho sre ở xã Liên Đầm bao gồm số 5, vohbla. K'Ho sre ở xã Tân Nghĩa bao gồm kơ Brạ, ơDồng...
- Nhóm Cơ Ho Chil (ngày 1 tháng 4 năm 1989) có khoảng 18.000 người. Trước đây, họ cư trú rải rác trên vùng núi cao thuộc thượng lưu sông Krông Knô (Bắc và Tây-Bắc cao nguyên Lang Biang). Nhưng do sống du canh, du cư, nên từ lâu, họ đã di chuyển xuống phía Nam (vùng Bắc và Đông-Bắc thành phố Đà Lạt) kế cận với địa bàn cư trú của nhóm Cơ Ho Lạt, người Chu Ru và Raglai. Hiện nay, họ cư trú trên địa bàn các huyện Đức Trọng, Lâm Hà, Lạc Dương, Đơn Dương và vùng phụ cận thành phố Đà Lạt...
- Nhóm Cơ Ho Lạt cư trú tập trung ở Xã Lát và một số vùng thung lũng xung quanh thành phố Đà Lạt. Do có điều kiện tiếp xúc, giao lưu lâu dài với người Kinh, nên đời sống kinh tế nhóm này có những tiến bộ nhất định so với các nhóm Cơ Ho Dòn, Nộp, Chil...
- Nhóm Cơ Ho Nộp cư trú phía Nam Di Linh, ven đường số từ Di Linh đi Phan Thiết. Do quá trình giao lưu văn hóa xã hội lâu đời với các dân tộc anh em ở Bình Thuận, nhất là người Chăm, nên người Cơ Ho Nộp còn lưu giữ một số yếu tố văn hóa của các dân tộc đó như tục ăn trầu, và trồng trầu, cau xung quanh địa điểm cư trú của mình.
- Nhóm Cơ Ho Dòn hay K'Don cư trú ở miền núi phía Đông-Nam Di Linh, gọi là vùng Gia Bắc, kế cận với địa bàn cư trú của người Cơ Ho Nộp, tập trung đông nhất tại xã Đinh Trang Hòa, huyện Di Linh.
- Nhóm Cơ Ho T'rin cư trú tập trung ở xã Giang Ly, Sơn Thái ở Khánh Hòa. Người T’Rin chỉ có hai họ để phân biệt, con trai mang họ Hà và con gái mang họ Cà. Trang phục của người T’Rin là kết hợp trang phục giữa người K’Ho và người Chăm.[7]

Ngoài ra còn người Mạ tại khu vực Đồng Nai Thượng có văn hóa, ngôn ngữ tương tự người K'Ho nhưng do có ý thức dân tộc riêng nên họ được công nhận là một trong 54 dân tộc.

## Kinh tế

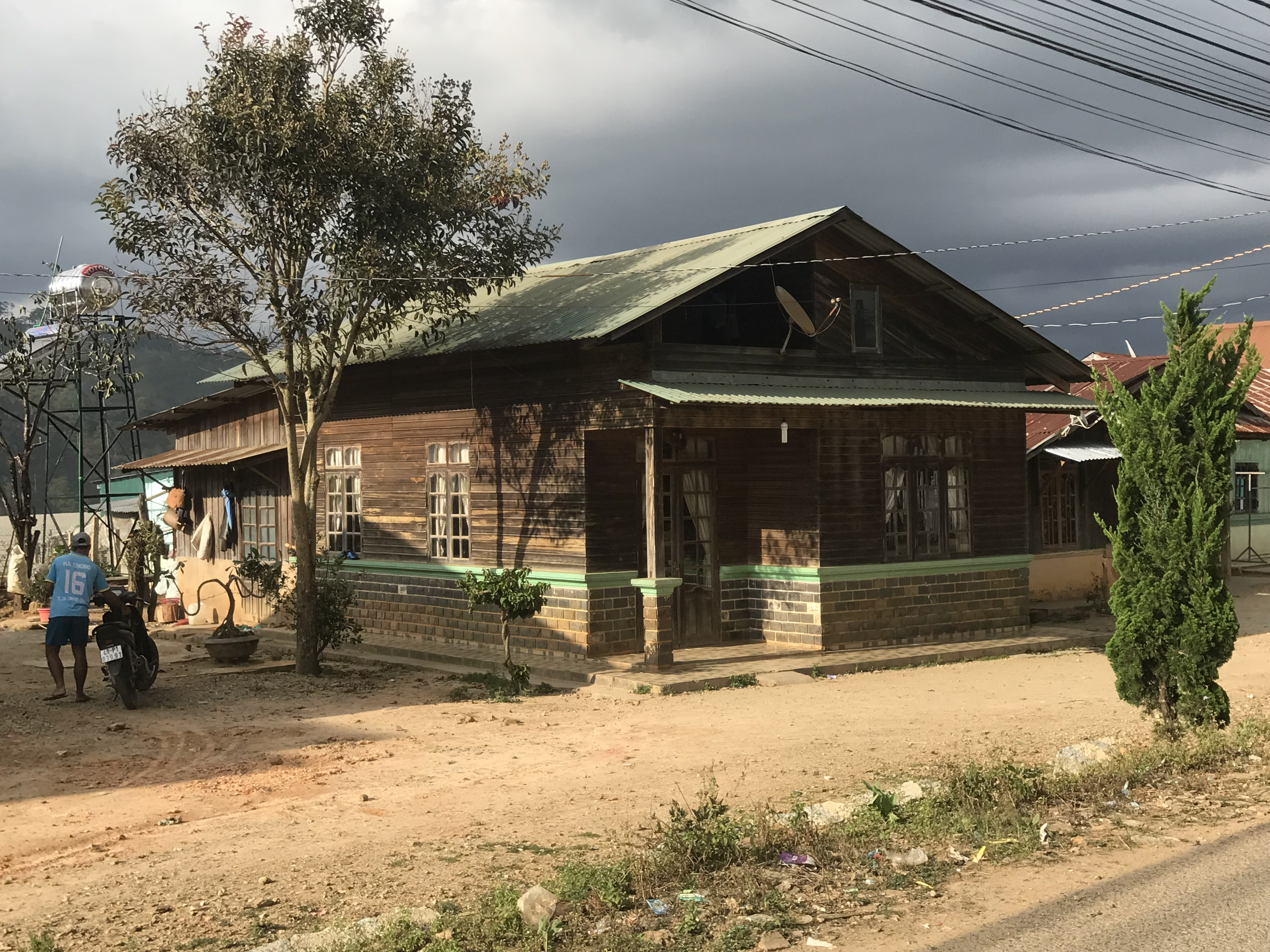
Nhà người K'ho Lạt tại Đạ Nghịt, Lâm Đồng

Kinh tế của người Cơ Ho là chủ yếu là sản xuất nông nghiệp, ngoài ra còn có lâm thổ sản và một số nghề thủ công như rèn, đan lát, dệt. 

### Sản xuất nông nghiệp
- Trồng trọt: tùy theo đặc điểm địa lý và xã hội của mỗi nhóm mà ngành trồng trọt ở mỗi nhóm có những nét khác nhau. Riêng đối với người Srê, phương thức canh tác chủ đạo là trồng lúa trên ruộng nước ở các thung lũng (Srê nghĩa là ruộng nước) còn những nhóm người Cơ Ho khác do cư trú ở vùng núi cao, nên phát rừng làm rẫy (mìr) để trồng ngô, lúa rẫy, sắn. Họ thường phát rẫy như sau: trước tiên, đàn bà, trẻ em dùng chà gạc (yoas) chặt những cây nhỏ và dây leo nhưng không cần chặt đứt hẳn, tiếp đó, đàn ông dùng rìu (sùng) đốn những cây lớn dần từ dưới lên đỉnh dốc, những cây này ngã sẽ kéo theo cây nhỏ và dây leo. Sau khi phơi nắng độ hơn một tháng, người ta châm lửa đốt rồi dọn rẫy để gieo hạt khi mùa mưa bắt đầu (khoảng tháng tư). Những nhóm làm rẫy thường sống du cư, khi đất canh tác bạc màu lại chuyển đến nơi khác. Ngoài những cây lương thực chủ yếu, người Cơ Ho còn trồng lẫn các loại rau (bầu, bí, mướp, đậu...). Họ cũng làm vườn, trồng cây ăn quả như mít, bơ, chuối, đu đủ...
- Chăn nuôi: gia súc, gia cầm như trâu, bò, lợn (heo), dê, gà, vịt... theo phương thức thả rông. Trâu, bò chỉ dùng làm sức kéo ở những vùng làm ruộng nước, còn lại chủ yếu để hiến tế trong các nghi lễ.
- Các nghề khác: săn bắt thú rừng, đánh cá, hái lượm lâm thổ sản vẫn rất phổ biến. Các nghề thủ công phổ biến nhất là đan lát và rèn, riêng người Chil còn có thêm nghề dệt, ngoài ra một số nơi có nghề gốm (làm theo phương thức không có bàn xoay).
- Công cụ sản xuất truyền thống: rìu (sùng); chà gạc (woát hay yoas - dùng để chặt cây, là một đoạn tre già uốn cong một đầu để tra lưỡi sắt), gậy chọc lỗ tra hạt (chrmul), riêng nhóm Chil ngoài gậy chọc lỗ tra hạt còn có thêm p'hal (dùng khi vừa chọc lỗ vừa tra hạt, có cán bằng gỗ, lưỡi sắt dài khoảng 28 cm, rộng 3–4 cm). Công cụ canh tác lúa nước của người Srê có cuốc(cau); cày (ngal) làm bằng gỗ, trước đây lưỡi cũng bằng gỗ nhưng gần đây thay bằng sắt; bừa (Sơkam) răng gỗ và Kơr (dùng để trang đất cho bằng phẳng). Cày, bừa và kơr đều do 2 trâu kéo.

### Xã hội
Đơn vị tổ chức xã hội thường thấy của người Cơ Ho là Bon, tương đương với buôn, làng ở các dân tộc khác. Đó vừa là một đơn vị tổ chức xã hội, vừa là một đơn vị kinh tế tự cấp, tự túc của dân tộc Cơ Ho.
Bòn là làng truyền thống theo kiểu một công xã nông thôn mang đậm dấu ấn của thị tộc mẫu hệ dựa trên cơ sở cư trú trong những căn nhà dài, kế cận nhau theo nhóm dòng họ. Đứng đầu bòn là già làng (cau cra dờng_ người già nhất). Về quyền lợi kinh tế, già làng cũng giống như mọi thành viên khác của làng nhưng về mặt tinh thần, người này lại có uy tín gần như tuyệt đối so với các thành viên khác trong làng. Già làng là hiện thân của truyền thống và là một yếu tố tinh thần đưa đến sự thống nhất của cộng đồng (bon) trong xã hội truyền thống của người Cơ Ho. Trong xã hội truyền thống thì chủ làng, cùng với chủ rừng (Sơmbri), thầy cúng và các gia trưởng hợp thành tầng lớp trên của người Cơ Ho. Sự khác biệt giữa các tầng lớp trong xã hội truyền thống chủ yếu dựa vào sự khác biệt chút ít về những tư liệu sinh hoạt như chiêng, ché, nồi đồng, chứ không phải là các tư liệu sản xuất chủ yếu trong sản xuất nông nghiệp. Chưa có sự bóc lột sức lao động của những thành viên khác trong cộng đồng làng, cộng đồng dân tộc... Tuy nhiên trong xã hội đó, đã xuất hiện sự phân tầng xã hội: kẻ giàu, người nghèo, "con ở hoặc "tôi tớ trong gia đình. Ở những vùng tập trung dân cư với mật độ cao, hình thành một tổ chức liên minh giữa những bòn với nhau trên cơ sở tự nguyện, gọi là M'đrông.
Trong xã hội truyền thống của người Cơ Ho đã tồn tại hai hình thức gia đình theo chế độ mẫu hệ: gia đình lớn và gia đình nhỏ. Người phụ nữ đúng vai trò chủ động trong hôn nhân, sau hôn lễ, người đàn ông về nhà vợ ở (nếu gặp trường hợp gia đình hiếm muộn thì người phụ nữ vẫn có thể ở nhà chồng), con cái tính dòng họ theo mẹ, con gái là người thừa kế. Tập tục cổ truyền của người Cơ Ho tuyệt đối cấm kỵ việc kết hôn giữa những người có cùng một dòng họ, nhất là ở cùng một địa phương. Con chú, con bác, con dì, không được lấy nhau. Trái lại, con cô, con cậu từ hai phía có thể có quan hệ hôn nhân với nhau theo luật tục. Sau khi vợ chết, người chồng có thể kết hôn với người em gái của vợ. Và ngược lại, nếu chồng chết, người vợ góa có thể kết hôn với người em trai của chồng nếu đôi bên ưng thuận. Hôn nhân của người Cơ Ho dựa trên cơ sở sự ưng thuận giữa hai bên trai gái, cha mẹ không quyết định. Theo xu thế phát triển quá trình giải thể các gia đình lớn chuyển dần sang gia đình nhỏ đang diễn ra mạnh mẽ, đặc biệt là ở những vùng kinh tế phát triển hơn hoặc ở gần đường giao thông lớn, các thị trấn hay đô thị. Độ tuổi kết hôn của người Cơ Ho thường là 16 - 17 tuổi đối với nữ và 18 - 20 tuổi đối với nam, bình quân một phụ nữ sinh 5 - sáu con nên tỷ lệ sinh cao.
Tuy nhiên theo sự phát triển của xã hội, đã xuất hiện các gia đình mà đàn ông K'Ho lấy vợ là người Kinh hay người của dân tộc sống theo phụ hệ, thì quyền trong gia đinh nghiêng về người chồng.

### Sinh hoạt

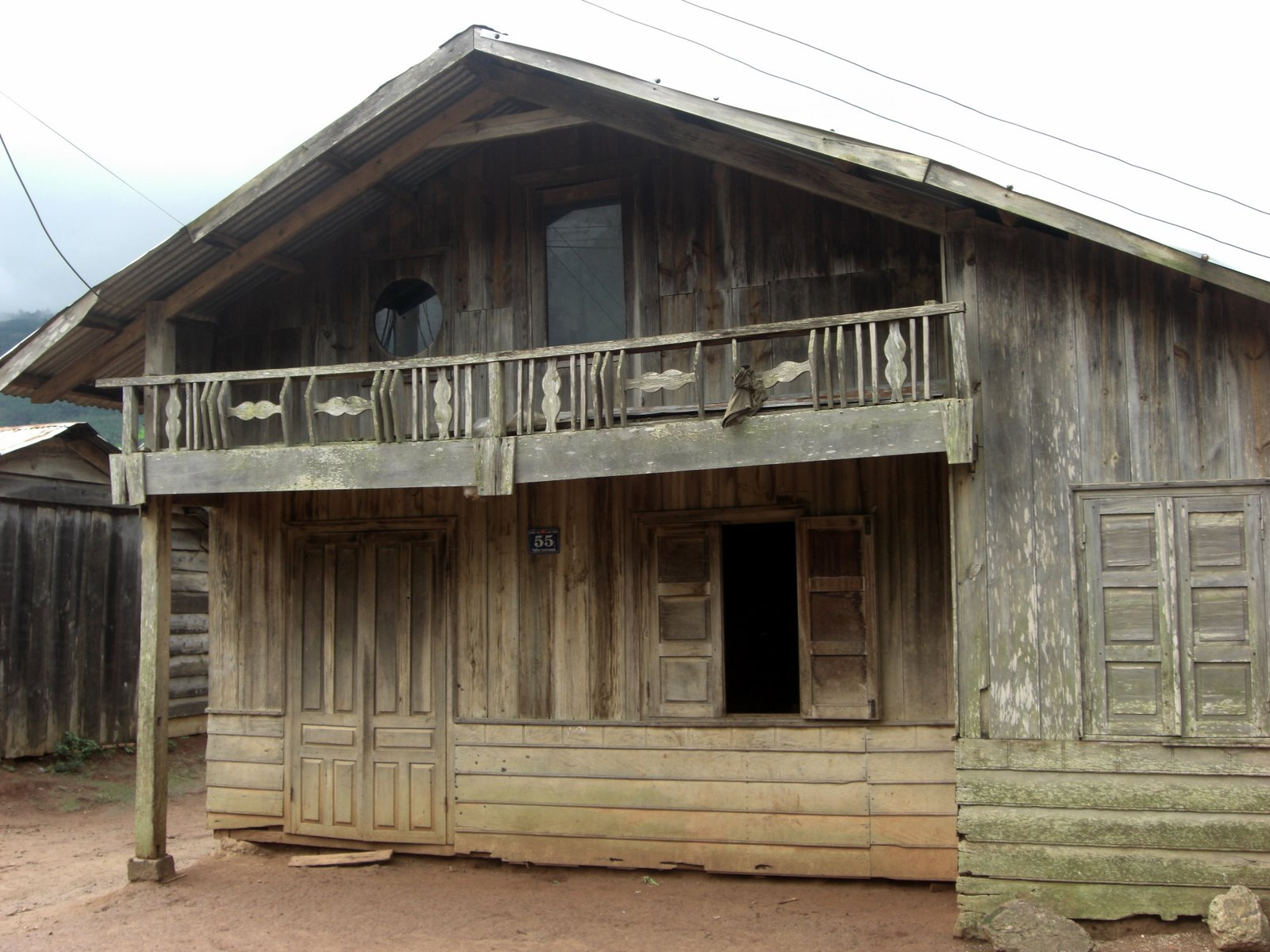
Một ngôi nhà gỗ của người K'Ho

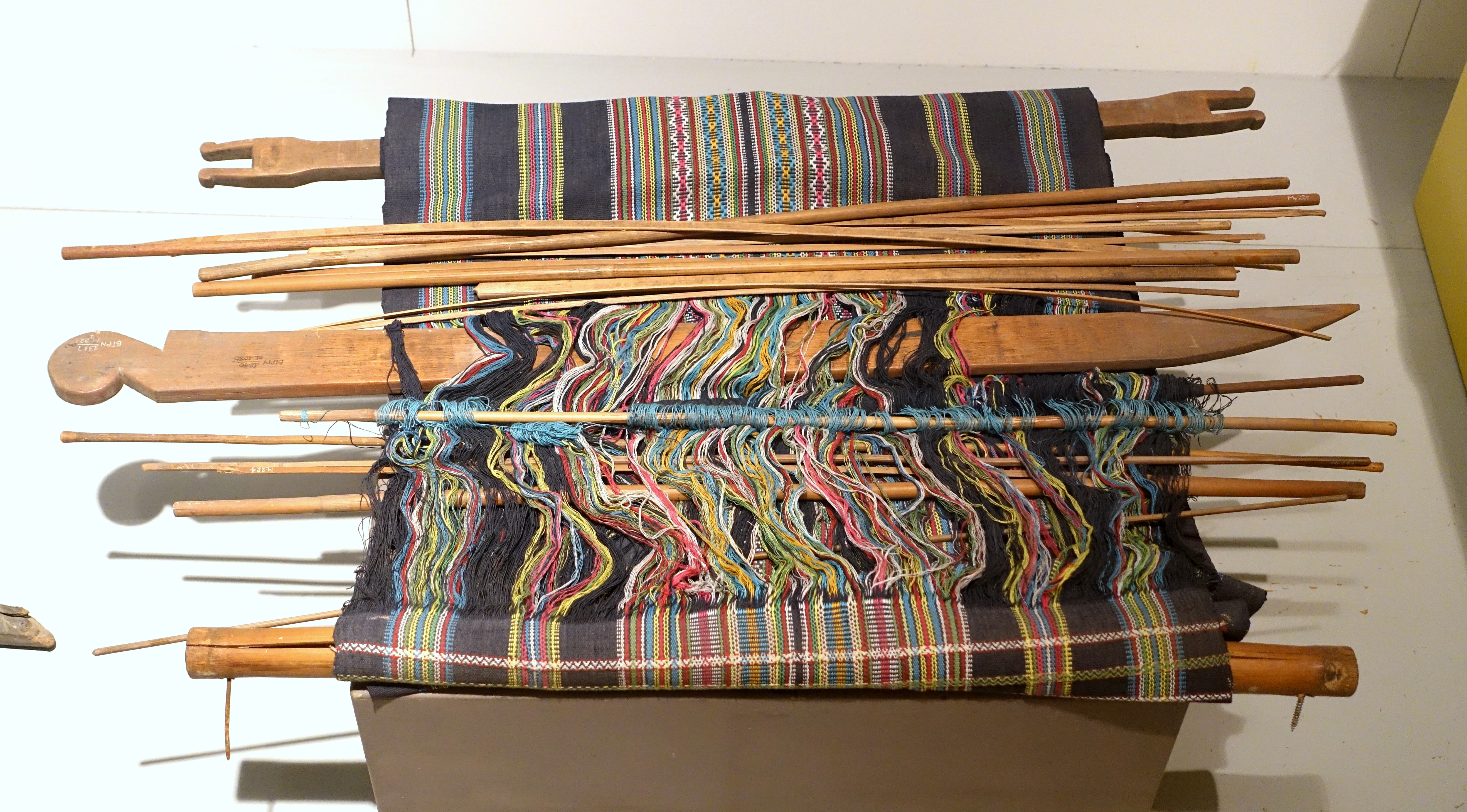
Vải dệt và dụng cụ dệt của người K'Ho, hiện vật trưng bày tại Bảo tàng Phụ nữ Việt Nam

## Các nhân vật
| Tên                    | Sinh thời | Hoạt động |
| ---------------------- | --------- | --- |
| Ya Duck                | 1940-...  | Năm 1965 ông tham gia FULRO, năm 1980 bị bắt, sau đó chuyển sang hoạt động xã hội, là đại biểu Quốc hội Việt Nam khóa 12, 13 (2001-2011), Ủy viên UBTW MTTQVN, quê xã Ka Đô, huyện Đơn Dương, Lâm Đồng |
| K'Nhiễu                | 1972-...  | Đại biểu Quốc hội Việt Nam khóa 14 (2016-2021), quê xã Lộc Thành, huyện Bảo Lâm, Lâm Đồng |
| Touneh Drong Minh Thắm | 1986-...  | Nữ đại biểu Quốc hội Việt Nam khóa 13 (2011-2016), quê xã Lạc Xuân, huyện Đơn Dương, Lâm Đồng |
| Bonneur Trinh          | 1977      | Ca sĩ nhạc trẻ. Tên thật là Cil Trinh. Giải nhất Tiếng hát Truyền hình 2002 |
|                        |           | |